# Crux
Crux o la Cruz del Sur es una constelación del hemisferio celeste sur, compuesta por dos segmentos cruzados, uno de 4,2 y el otro de 5,4 grados de largo, ocupando una zona de solo sesenta y ocho grados cuadrados, por lo que cubre apenas 1/600 del cielo. Es la más pequeña de las ochenta y ocho constelaciones que conforman la bóveda celeste, según los límites marcados en 1930 por la Unión Astronómica Internacional (UAI).
Es útil para la orientación, ya que permite determinar el punto cardinal sur: prolongando cuatro veces y media en línea recta el eje principal de la cruz, partiendo de su estrella más brillante, Ácrux, el pie de la cruz, se llega al polo sur celeste, el punto alrededor del cual gira en forma aparente la bóveda celeste. Una vez hecha esta prolongación, basta bajar una vertical hacia la línea del horizonte y allí se encuentra con bastante precisión el sur geográfico. Si bien por su proximidad al polo sur celeste, Crux gira a su alrededor en forma ostensible durante el transcurso de la noche, no importa su posición para este procedimiento de localización, ya que su brazo mayor, al girar alrededor del polo celeste, siempre determina su lugar.
Limita en tres de sus lados con la constelación de Centaurus, mientras que al sur lo hace con la de Musca. Los antiguos griegos la consideraban como parte de Centaurus, pero fue definida como un patrón estelar independiente en el siglo XVI, después de la expedición de Américo Vespucio a Sudamérica en 1501. Vespucio trazó un mapa tanto de las dos estrellas Alfa Centauri y Beta Centauri como de las estrellas de Crux.
Aunque los griegos antiguos conocían estas estrellas, la precesión gradual las ubicó por debajo del horizonte europeo antes de la era cristiana, de modo que fueron olvidadas. Es probable que hacia el año 5000 a. C., al final de la última era glacial, Centaurus y Crux fueran visibles sobre el horizonte en la medianoche de primavera en latitudes centroeuropeas. La cruz que semeja es de tipo romano con un travesaño más largo que el otro. Hace aproximadamente 2000 años, en tiempos del nacimiento de Jesús de Nazaret, a quien se le asociaría con el signo de la cruz romana, era visible desde la latitud de Jerusalén, de Mesopotamia y de Persia (en el sur del territorio ocupado por el Imperio parto) erguida sobre el horizonte en la medianoche de los días de febrero, de modo que pudo ser la «Estrella del Niño» o «Signo de Jesús» que vieran los «Magos de Oriente» desde su país de origen, y más tarde en su viaje desde Jerusalén a Belén, que está a diez kilómetros hacia el sur. Esto se puede comprobar en un simulador planetario como Stellarium. En la actualidad la constelación es visible al sur de los 25° de latitud norte, y todas sus estrellas son circumpolares al sur de los 35° de latitud sur.

## Características destacables

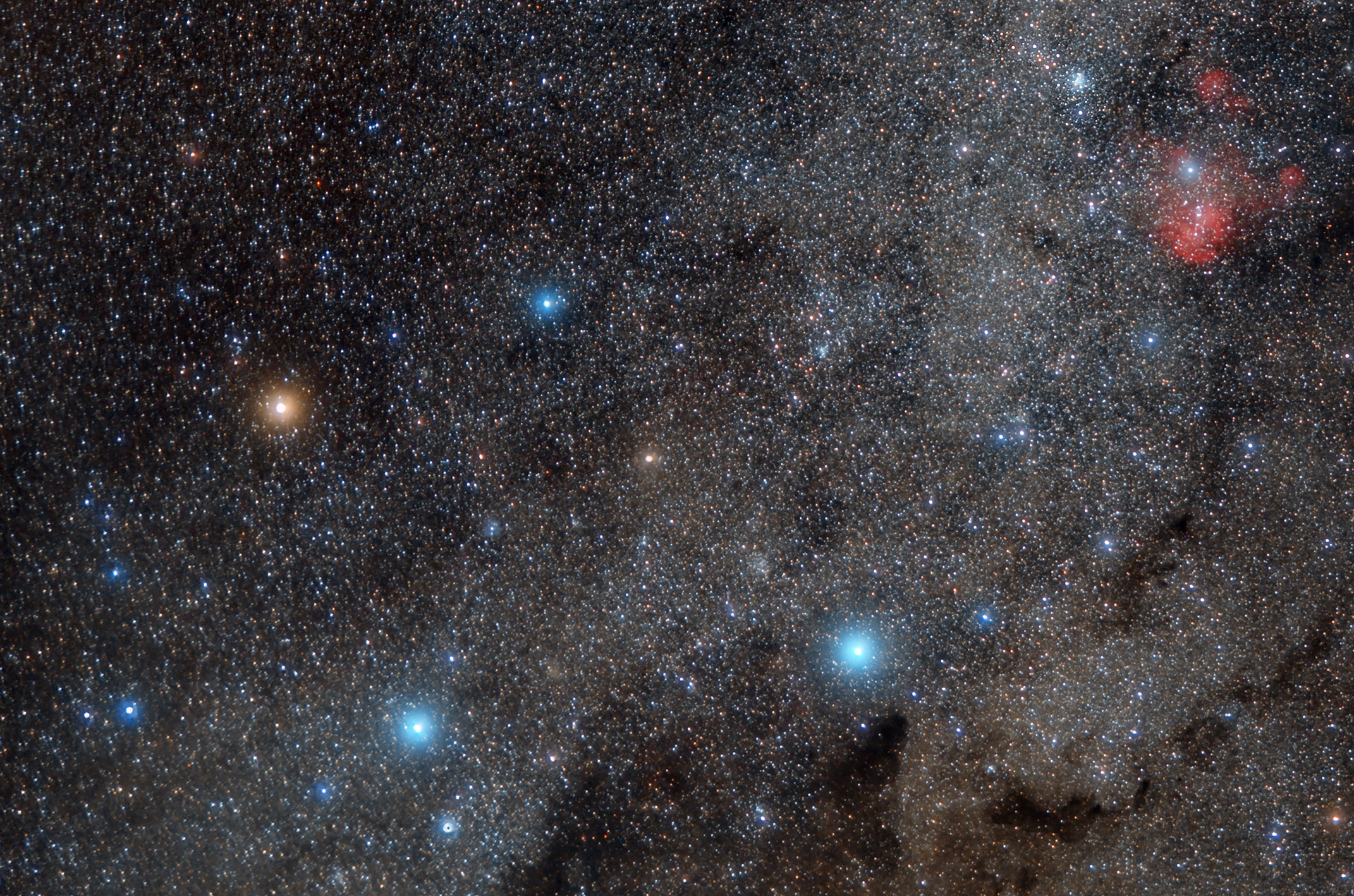
La Cruz del Sur desde Nueva Zelanda

El segundo astro más brillante de Crux es β Crucis, llamada Mimosa. Es una subgigante azul de tipo espectral B0.5V situada a unos 280 años luz de distancia. Tiene una compañera cercana cuyo período orbital es de 5 años, completando el sistema una tercera componente, una estrella presecuencia principal aún en proceso de formación. Ácrux (α Crucis) es la estrella más brillante de la constelación. Es un sistema estelar cuyas dos componentes principales, α1 Crucis y α2 Crucis, son una subgigante de tipo B0.5V y una estrella de la secuencia principal de tipo B1V; α1 Crucis es, a su vez, una binaria espectroscópica con un período de 75,86 días.
Numerosas estrellas de la constelación son miembros del subgrupo Centaurus Inferior-Crux, dentro de la asociación estelar de Scorpius-Centaurus, la asociación estelar OB más cercana al sistema solar. Además de Mimosa, δ Crucis (Imai), ζ Crucis, λ Crucis y μ Crucis forman parte de la misma.
Por el contrario, γ Crucis (Gacrux), tercera estrella más brillante de Crux, es una gigante roja de tipo M3.5III y 3400 K de temperatura. Tiene un gran tamaño, siendo su diámetro 120 veces más grande que el Sol. Se piensa que puede estar acompañada por una enana blanca (está considerada una estrella de bario «leve»), pero la existencia de dicha compañera aún no ha sido confirmada. Distante 88 años luz, es la gigante roja de tipo M más cercana a la Tierra.

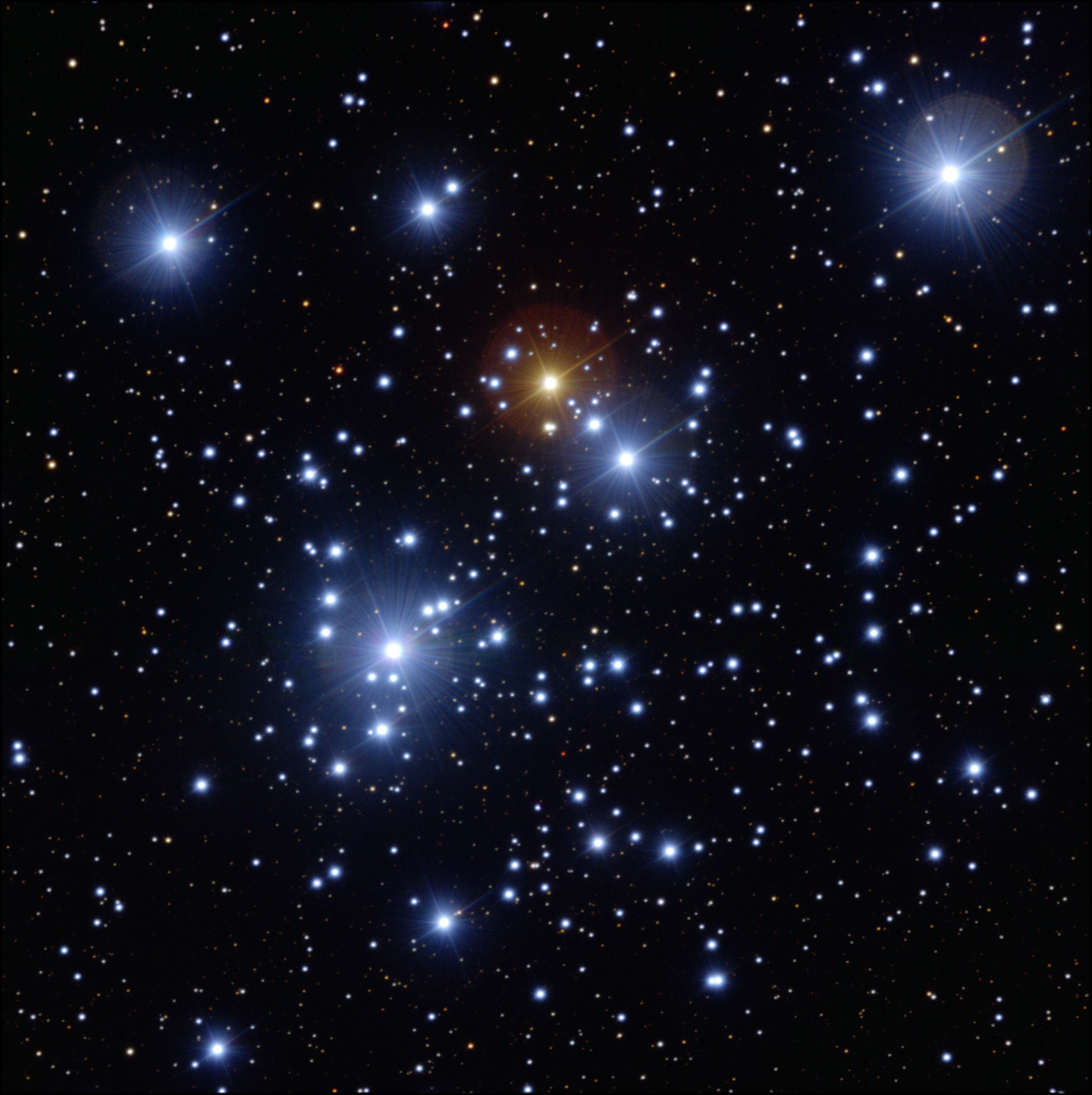
Cúmulo abierto NGC 4755, conocido como El Joyero

En Crux se localizan varias estrellas masivas y luminosas.
CD Crucis es un sistema binario compuesto por una caliente estrella azul de tipo O5V y una estrella de Wolf-Rayet de tipo WN6; además, constituye una binaria eclipsante con un período orbital de 6,24 días. La estrella azul es 57 veces más masiva que el Sol y su acompañante tiene una masa de 48 masas solares.
DI Crucis es también una estrella de Wolf-Rayet, de tipo WN3pe, con una temperatura efectiva de unos 90 000 K y 500 000 veces más luminosa que el Sol. Es una conocida fuente de rayos X y forma parte de la lejana Asociación estelar Cru OB4, asociación de tipo O distante 4000 pársecs.
Aún más alejada —a unos 6500 pársecs—, Hen 3-759 es una supergigante azul de tipo O8Iaf y 30 500 K de temperatura: se piensa que aunque inicialmente tenía una masa de 60 masas solares, el elevado ritmo de pérdida de masa estelar ha reducido la misma a unas 40 masas solares.
Entre los objetos del espacio profundo en la constelación, se encuentra NGC 4755, un cúmulo abierto conocido como «El Joyero», que contiene alrededor de un centenar de estrellas. Con una edad de 16 millones de años, es uno de los cúmulos más jóvenes que se conocen. Se encuentra aproximadamente a 1700 pársecs del sistema solar.
La nebulosa Saco de Carbón es una prominente nebulosa oscura visible a simple vista como un parche oscuro que oscurece una pequeña sección de la Vía Láctea. Situada a una distancia aproximada de 150 pársecs, se caracteriza por complejas estructuras moleculares filamentosas que contienen muchos núcleos oscuros. Su masa total se estima en unas 3500 masas solares.

## Estrellas principales

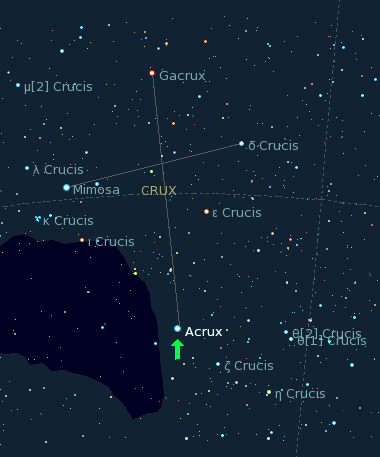
Localización de Ácrux dentro de la constelación

- α Crucis (Ácrux), la más brillante de la constelación con magnitud 0,87 y la duodécima más luminosa del cielo, es una estrella de color blanco-azulado.
- β Crucis (Mimosa), subgigante azul y magnitud 1,25. Es una variable tipo Beta Cephei.
- γ Crucis (Gacrux), gigante roja de gran tamaño y magnitud 1,59. Se piensa que puede estar acompañada por una enana blanca cuya existencia aún no se ha confirmado.
- δ Crucis (Imai), de magnitud 2,79, subgigante azul y estrella variable Beta Cephei.
- ε Crucis (Ginan), de magnitud 3,56, una gigante naranja.
- ζ Crucis, estrella blanco-azulada de magnitud 4,04.
- η Crucis, estrella de magnitud 4,14 en el extremo sur de la constelación.
- θ Crucis, denominación de Bayer que comparten dos estrellas diferentes, θ¹ Crucis y θ² Crucis; la primera de ellas es una binaria espectroscópica y una estrella con líneas metálicas.
- λ Crucis, variable Beta Cephei de magnitud 4,60.
- μ Crucis, estrella doble con 35 segundos de arco de separación entre las componentes, de magnitudes 4,0 y 5,1.
- R Crucis y S Crucis, cefeidas de magnitud media 6,90 y 6,73 respectivamente.
- BZ Crucis, estrella variable Gamma Cassiopeiae de magnitud 5,32.
- CD Crucis, binaria masiva compuesta por una caliente estrella azul y una estrella de Wolf-Rayet.
- DI Crucis (WR 46), también una estrella de Wolf-Rayet, variable entre magnitud 10,62 y 10,94.
- HR 4908 (HD 112244), masiva supergigante azul 525 000 veces más luminosa que el Sol.
- HD 108147, estrella amarilla con un planeta extrasolar.
- TYC 8997-1597-1, sistema binario compuesto por un púlsar (PSR B1259-63) y una estrella Be (SS 2883).
- Hen 3-759 (TYC 8978-4440-1), masiva supergigante azul que parece no estar asociada con ningún cúmulo ni asociación OB.

## Objetos de cielo profundo

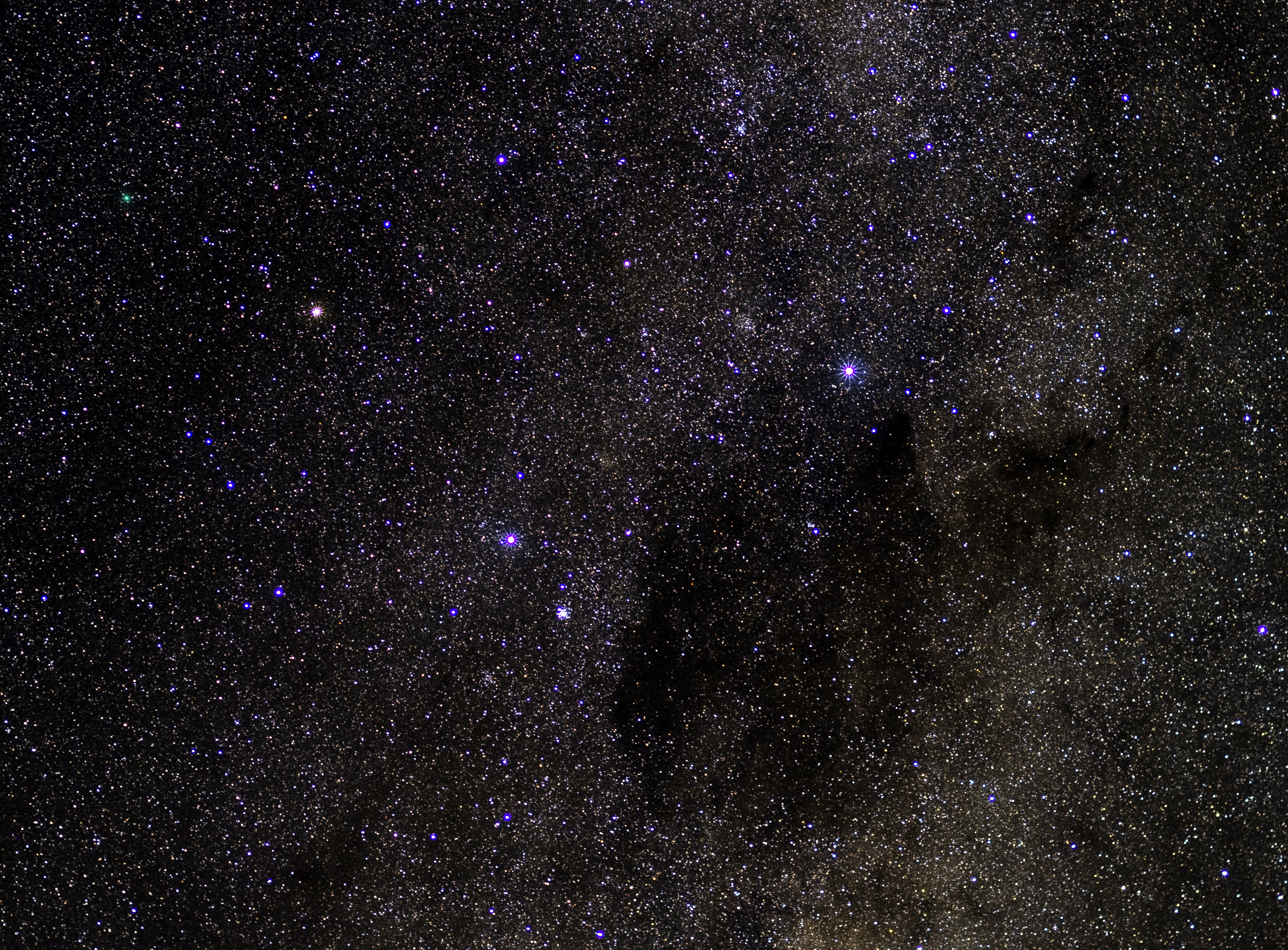
Nebulosa Saco de Carbón junto a la Cruz del Sur

- Cúmulo estelar abierto «El Joyero» (NGC 4755), con estrellas de varios colores contrastados. La principal estrella es κ Crucis, una supergigante roja de tipo M de magnitud visual 5,98.
- La Nebulosa Saco de Carbón (Coalsack en inglés), una de las nebulosas más oscuras y densas. Fue observada por el navegante y conquistador español Vicente Yáñez Pinzón en 1499.
- La Nebulosa del Pez Dragón, que contiene la que puede ser la asociación estelar más grande y brillante de nuestra galaxia.
- El cúmulo estelar abierto NGC 4609 (también llamado Collinder 263 o Caldwell 98), que puede verse muy cerca de la estrella variable BZ Crucis, y que está inmerso en la Nebulosa Saco de Carbón.

## Significado en las culturas del hemisferio sur

### En la cosmovisión inca

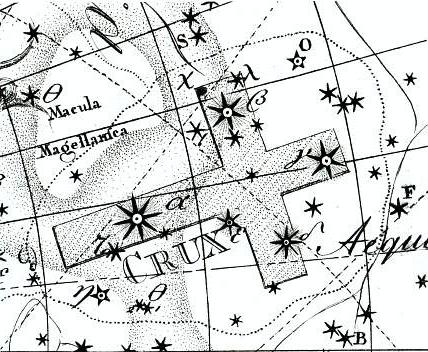
Crux

En el Tahuantinsuyo, esta constelación fue de importancia capital para las civilizaciones que se desarrollaron en este territorio pues la chacana (representación andina de Crux, con forma de una cruz escalonada), que en el quechua clásico quiere decir algo así como «escalera de ascenso y descenso» o «puente hacia arriba y hacia abajo», unía simbólicamente al Kay Pacha («mundo terrenal») con el Hanan Pacha («mundo de los dioses») y el Uku Pacha («mundo de los muertos»).
Su importancia radica en que es la versión tangible del dios Huiracocha, el «creador y ordenador del mundo».
Sirvió de inspiración al emperador inca Pachacútec para dividir en cuatro el naciente Imperio inca donde cada estrella representa lo siguiente:
- γ Crucis representa al Chinchaysuyo al norte.
- β Crucis representa al Contisuyo al oeste.
- δ Crucis representa al Antisuyo al este.
- α Crucis representa al Collasuyo al sur.
- ε Crucis representa a la capital imperial, la ciudad del Cusco, al centro.

### En otras culturas amerindias

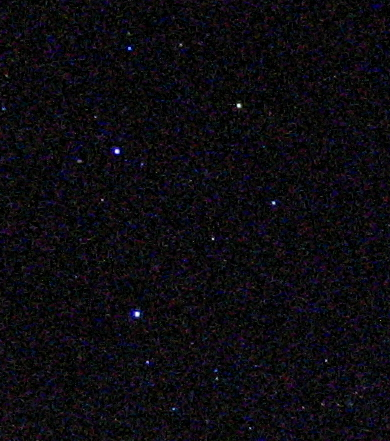
La Cruz del Sur

Varias culturas indígenas de América del Sur consideraron a esta constelación como un símbolo asociado al ñandú.
Situados en el Cono Sur de Sudamérica, los mapuches, quienes la llaman Melipal («Cuatro estrellas») en mapudungun, la consideraban una representación de la huella de un choyke, el ñandú o avestruz americano, animal sagrado en sus creencias.
En la Patagonia septentrional, hacia los siglos XVI y XVII, se imaginaba que la Vía Láctea era la representación de un campo de cacería de ñandúes, donde los cazadores utilizaban boleadoras, representadas por el puntero (α y β Centauri) mientras que las Nubes de Magallanes representaban los cuerpos de los animales cazados y Las Pléyades, conocidas en la región como «Los siete cabritos», eran el nido del ñandú.
Para los mocovíes, en la región chaqueña, el puntero y sus estrellas cercanas representaban dos perros de caza y la Cruz del Sur, el cuerpo central del ñandú acechado, mientras que las restantes estrellas cercanas a la cruz completaban la figura del animal.
Para los bororó, en Brasil, la cruz era parte de una constelación que representaba a un ñandú, siendo la propia cruz una de las dos patas del mismo.

### En otras culturas

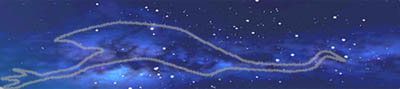
La constelación oscura del «Emú en el cielo», parte de la mitología aborigen australiana

En la astronomía aborigen australiana, la Nebulosa Saco de Carbón y la Cruz del Sur marcan la cabeza del «emú en el cielo» en varias culturas aborígenes. La cruz también es considerada la representación de un pósum sentado en un árbol y un símbolo de la deidad celestial Mirrabooka.
Para los Maoríes, quienes la llaman Te Punga («el ancla»), es la representación del ancla de la waka, o canoa, de Tama-rereti, simbolizada por la Vía Láctea. Además, la constelación era utilizada en sus viajes por el océano Pacífico para ubicar el sur.
En Samoa la constelación es llamada Sumu («pez ballesta») debido a su forma romboide.
En Tonga es llamada Toloa («pato»). Simboliza a un pato volando hacia el sur con una de sus alas (δ Crucis) rota por una piedra lanzada por Ongo tangata (‘dos hombres’), representados por α y β Centauri.
En Indonesia y Malasia, es conocida como Buruj Pari («la constelación de la mantarraya»). La etnia javanesa llama a esta constelación Gubug pèncèng (‘choza’) o lumbung («granero») debido a su forma.
En la antigua yiotisha, la cruz es llamada Trishanku.

### En vexilología
Como símbolo que representa al hemisferio sur, las banderas de algunos países que pertenecen a él —como Australia, Nueva Zelanda, Papúa Nueva Guinea y Samoa— la honran. La bandera de Brasil tiene una constelación en su centro donde destaca la Cruz del Sur. Asimismo, forma parte de los pabellones de las provincias argentinas de Santa Cruz y de Tierra del Fuego, Antártida e Islas del Atlántico Sur; del estado y los territorios australianos de Victoria, Territorio del Norte, Territorio de la Capital Australiana, Territorio de las Islas Cocos (Keeling) y Territorio de la Isla de Navidad; del municipio brasileño Cruzeiro do Sul y del estado de  Paraná; de las regiones chilenas de Coquimbo, de Los Lagos y de Magallanes y Antártica Chilena; de algunos poblados peruanos como Cajabamba y Canoas de Punta Sal; del departamento uruguayo de Colonia; del territorio neozelandés de Tokelau, y de las provincias papúes de Nueva Bretaña del Oeste, Nueva Irlanda, Occidental y Simbu. También aparece representada en la bandera del Mercosur.

Bandera de Australia
Bandera de Nueva Zelanda
Bandera de Papúa Nueva Guinea
Bandera de Samoa
Bandera de Micronesia, en una manera minimalizada
Bandera de Brasil
Bandera del Estado de Paraná, Brasil
Bandera de la Provincia de Santa Cruz, Argentina
Bandera de la Provincia de Tierra del Fuego, Antártida e Islas del Atlántico Sur, Argentina
Bandera del estado de Victoria, Australia
Bandera del Territorio del Norte, Australia
Bandera del Territorio de la Capital Australiana, Australia
Bandera del Territorio de las Islas Cocos (Keeling), Australia
Bandera del Territorio de la Isla de Navidad, Australia
Bandera del municipio de Cruzeiro do Sul, Brasil
Bandera de la Región de Coquimbo, Chile
Bandera de Concón, Chile
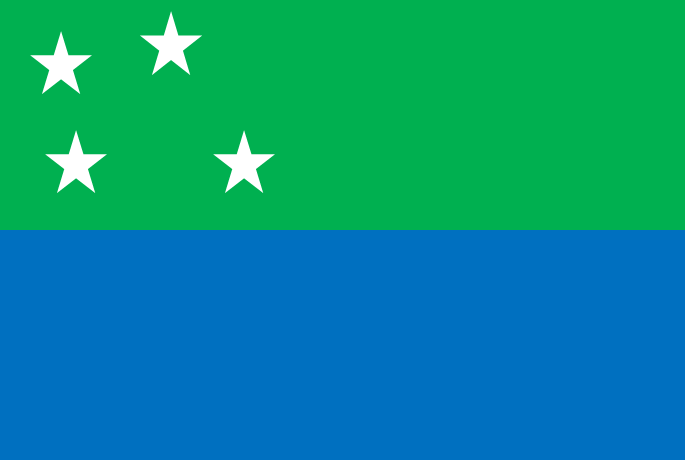
Bandera de la Región de Los Lagos, Chile
Bandera de la Región de Magallanes y de la Antártica Chilena, Chile
Bandera de Tokelau, Nueva Zelanda
Bandera de la provincia de Nueva Bretaña del Oeste, Papúa Nueva Guinea
Bandera de la provincia de Nueva Irlanda, Papúa Nueva Guinea
Bandera de la provincia Occidental, Papúa Nueva Guinea
Bandera de la provincia de Simbu, Papúa Nueva Guinea
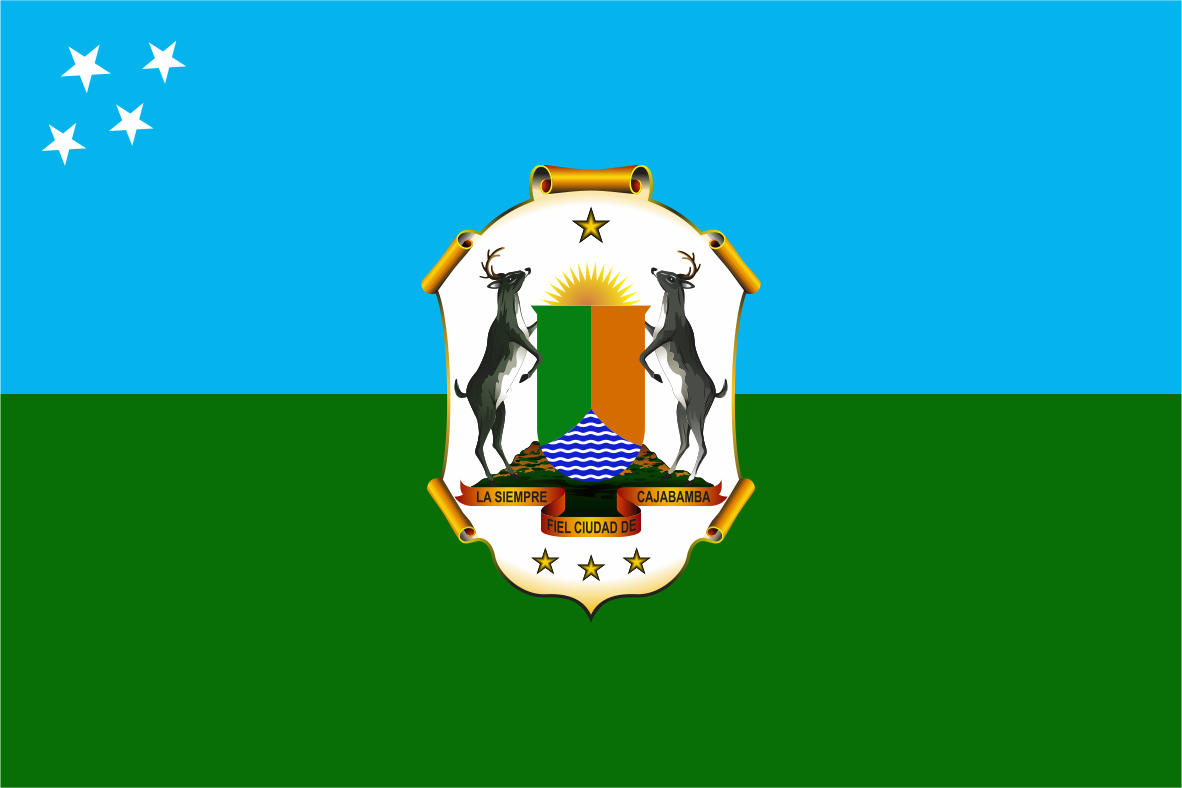
Bandera de la Provincia de Cajabamba, Perú
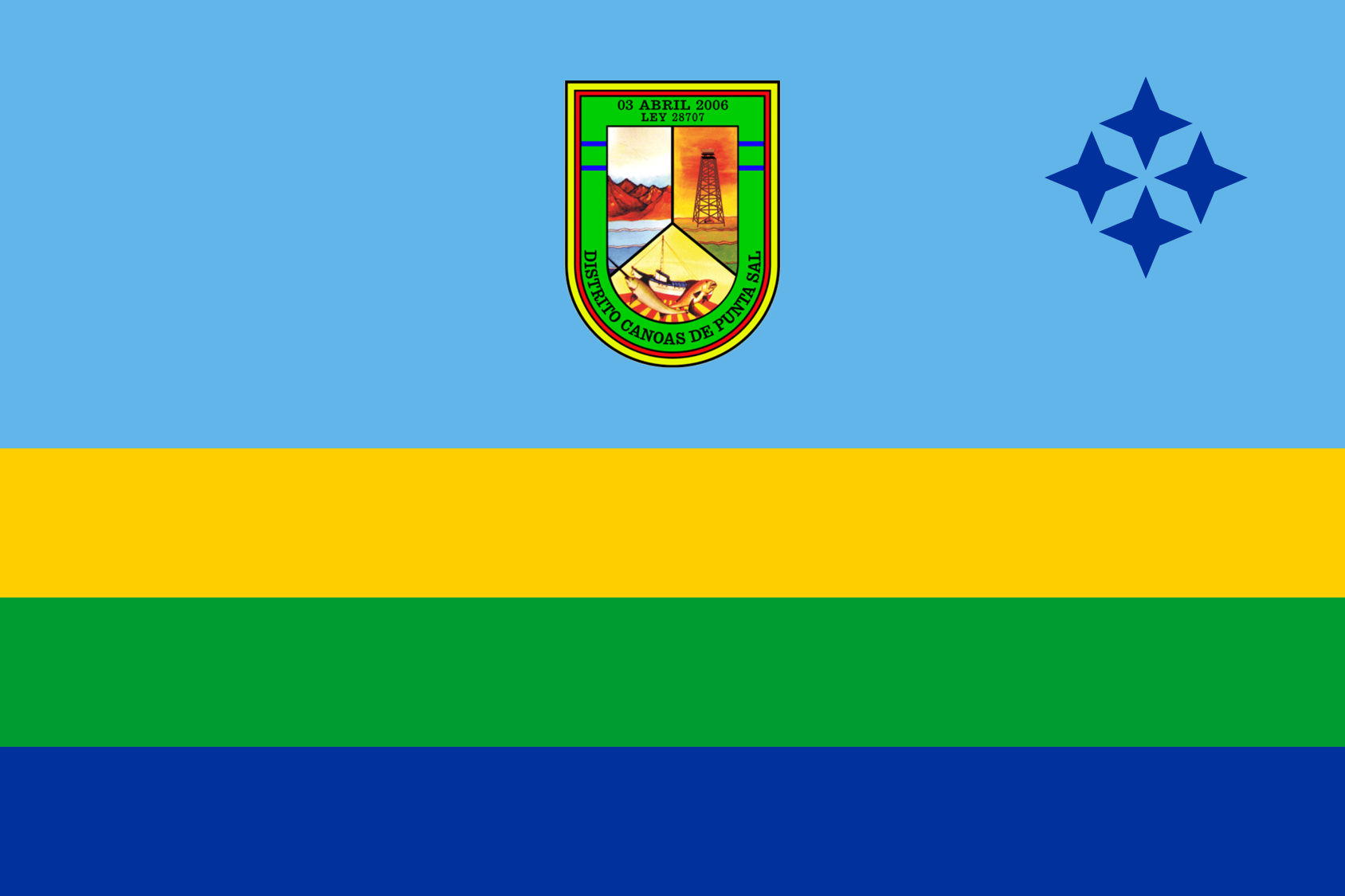
Bandera de Canoas de Punta Sal, Perú
Bandera del Departamento de Colonia, Uruguay

### Instituciones
|                      |
| Bandera del Mercosur |

|                                        |
| Red Universitaria Cruz del Sur (Chile) |